# Лісний кордон
Лісний кордон (рос. Лесной кордон, башк. Лесной кордон) — присілок у складі Стерлібашевського району Башкортостану, Росія. Входить до складу Стерлібашевської сільської ради.
Населення — 32 особи (2010; 28 в 2002).
Національний склад:
- башкири — 53%
- росіяни — 29%